# Michael Fekete
Michael (Mihály) Fekete (em hebraico:  מיכאל פקטה; Senta, Bačka, Áustria-Hungria, 19 de julho de 1886 — Jerusalém, Israel, 13 de maio de 1957) foi um matemático israelense-húngaro.

## Vida
Fekete nasceu em 1886 em Zenta, Áustria-Hungria (hoje Senta, Sérvia). Ele recebeu seu doutorado em 1909 pela Universidade de Budapeste (mais tarde renomeada para Universidade Eötvös Loránd), sob a administração de Lipót Fejér, entre cujos alunos estavam outros matemáticos como Paul Erdős, John von Neumann, Pál Turán e George Pólya. Após concluir seu doutorado, ele partiu para a Universidade de Göttingen, que na época era considerada um centro de matemática, e posteriormente retornou à Universidade de Budapeste, onde obteve o título de Privatdozent. Além disso, Fekete se envolveu em aulas particulares de matemática. Entre seus alunos estava János Neumann, que mais tarde ficou conhecido nos Estados Unidos como John von Neumann. Em 1922, Fekete publicou um artigo junto com von Neumann no assunto de polinômios extremos . Este foi o primeiro artigo científico de von Neumann. Fekete dedicou a maior parte de seu trabalho científico ao diâmetro transfinito.
Em 1928 imigrou para o Mandato Palestina e foi um dos primeiros instrutores do Instituto de Matemática da Universidade Hebraica de Jerusalém. Em 1929 foi promovido a professor do instituto. Eventualmente, ele sucedeu os matemáticos Edmund Landau e Adolf Abraham Halevi Fraenkel na chefia do instituto. Mais tarde, ele se tornou o reitor de Ciências Naturais e, entre os anos de 1946-1948, foi reitor da Universidade Hebraica.

Entre seus alunos estavam Aryeh Dvoretzky, Amnon Jakimovski e Michael Bahir Maschler.